# Hans Löser (Geheimer Rat)
Hans Löser († um 1480) war ein kursächsischer Geheimer Rat und Erbmarschall der Kursachsen.

## Leben
Er stammt aus dem im Kurkreis ansässig gewesenen Adelsgeschlecht Löser und ist der zweitälteste Sohn von Günther Löser, der im Besitz des Erbmarschallamts im Kurfürstentum Sachsen war.
Heinrich Löser war sein ältester Bruder. Nach dessen kinderlosen Tod fielen Erbmarschallamt und das Familiengut Pretzsch (Elbe) an ihn als ältesten Agnaten. Dies war unter der Regierung des Kurfürsten Friedrich III. von Sachsen.
Löser hinterließ die drei Söhne Heinrich, Günther und Dam Löser, von denen wiederum der älteste Sohn das Erbmarschallamt übernahm.